# فر هیون (ایلینوی)
فر هیون (به انگلیسی: Fair Haven) یک منطقهٔ مسکونی در ایالات متحده آمریکا است که در شهرستان کرول، ایلینوی واقع شده‌است. فر هیون ۲۳۹٫۸۸ متر بالاتر از سطح دریا واقع شده‌است.